# Oxford Latin Dictionary
Das Oxford Latin Dictionary (abgekürzt OLD) ist ein lateinisch-englisches Lexikon. Die Erstausgabe wurde 1982 fertiggestellt und ist bei der Oxford University Press erschienen. Das OLD wurde nach dem Vorbild des Oxford English Dictionary als unabhängiger Nachfolger zum Latin Dictionary konzipiert, enthält auf 2126 Seiten 40.000 Lemmata und ist im englischsprachigen Raum das am weitesten verbreitete Lateinlexikon seines Formats.

## Geschichte
Die britische Lexikografie entwickelte im ersten Drittel des 20. Jahrhunderts den Ehrgeiz, in selbständiger Arbeit ein umfangreiches, modernes Lexikon der lateinischen Sprache zu erstellen. Das Latin Dictionary von Charlton T. Lewis und Charles Short war 1879 erschienen und basierte auf der Übersetzung eines deutschen Wörterbuchs.
Im Jahr 1933 begann der Herausgeber Alexander Souter mit der Sammlung der Belegstellen für das Lexikon nach modernen Textausgaben. Nach seiner Entpflichtung wurden 1939 Cyril Bailey und J. M. Wyllie Herausgeber. Nach Baileys Ausscheiden 1949 setzte Wyllie die Erstellung selbständig fort, bis er 1954 von Peter G. W. Glare abgelöst wurde. Glare begann mit der Herausgabe der acht Faszikel des Lexikons (zwischen 1968 und 1982) und brachte das Unternehmen 1982 zum Abschluss. Neben den Herausgebern waren zahlreiche namhafte Philologen an der Erstellung des Lexikons beteiligt, darunter auch John Chadwick (1946–1952).
Die vollständige Ausgabe von 1982 wurde 1983, 1985, 1988, 1990, 1992 und 1994 unverändert nachgedruckt und 1996 in korrigierter Fassung neu aufgelegt; diese Ausgabe wurde wiederum 1997 und 2000 nachgedruckt (ISBN 0-19-864224-5). Die nunmehr maßgebliche 2., überarbeitete Auflage erschien 2012 (= Oxford Latin Dictionary. Hrsg. von Peter G.W. Glare. Second Edition [2 Bde.]. Oxford: Oxford University Press 2012. 2398 Seiten, ISBN 0-19-958031-6).

## Bedeutung
Das Oxford Latin Dictionary hat das Latin Dictionary nicht vollständig verdrängt. Da es spätantike und christliche Autoren nicht berücksichtigt, wird das OLD besonders bei klassischen und vorklassischen Autoren zu Rate gezogen, während für spätere Formen des Latein das Lexikon von Lewis und Short noch nicht ersetzt ist. Beide Lexika sind im englischsprachigen Raum weit verbreitet und darüber hinaus bekannt.